# Encephalartos senticosus
Encephalartos senticosus es una especie de Cycadopsida del género Encephalartos, de la familia Zamiaceae, del orden Cycadales.

## Distribución
Encephalartos senticosus se distribuye por Sudáfrica (KwaZulu-Natal), Swaziland.

## Taxonomía
Fue descrita científicamente por Vorster. Fue publicado por primera vez en Vorster. In: S. African J. Bot. 62(2): 76-79. (1996).